# George Paulet (12e marquis de Winchester)
George Paulet, 12e marquis de Winchester (7 juin 1722 - 22 avril 1800), connu sous le nom de George Paulet ou Powlett jusqu'en 1794, est un courtisan et un noble anglais.

## Jeunesse
George est le huitième et dernier fils de Norton Powlett (en) ou Paulet (décédé en 1741), d'Amport. Norton est le petit-fils d'Henry Paulet, d'Amport, et l'arrière-petit-fils de William Paulet (4e marquis de Winchester).
Harry Powlett (6e duc de Bolton), 11e marquis de Winchester, est le cousin éloigné de George. Le frère aîné de George est l'héritier présomptif du titre de marquis de Winchester mais meurt avant lui. À la mort du duc, le 25 décembre 1794, George devient le douzième marquis de Winchester .

## Carrière
Il occupe plusieurs postes à la Cour. Le 29 octobre 1750, il est nommé Gentleman Usher auprès de Frédéric de Galles, et reste jusqu'à sa mort en 1751. De 1758 à 1772, il poursuit son service auprès de la veuve de Frederick, Augusta de Saxe-Gotha-Altenbourg. En 1761, il est nommé haut-shérif du Hampshire.
Il est élu député conservateur de Winchester en 1765, après le retrait de son cousin, Harry Powlett (6e duc de Bolton), devenu duc de Bolton en juillet. Paulet devient Groom Porter de George III le 23 décembre 1765, et occupe le poste jusqu'à ce qu'il soit aboli le 14 novembre 1782. Au moment où il quitte le Parlement en 1774, son frère est mort et il est héritier présomptif du duc.
En 1793, Paulet est le premier commissaire du Lord Lieutenant du Hampshire, qui appartenait jadis au duc de Bolton. Il devient l'année suivante marquis de Winchester à la mort du duc (et l'extinction du duché). Nommé vice-amiral du Dorset et du Hampshire en 1797, il meurt en 1800 et son fils aîné Charles lui succède comme marquis.

## Vie privée
Le 7 janvier 1762, il épouse Martha Ingoldsby (décédée en 1796), dont il a trois enfants
- Charles Paulet (13e marquis de Winchester) (1764-1843)
- Henry Paulet (amiral) (en) (1767-1832), un vice-amiral qui participe à la Guerre d'indépendance des États-Unis et aux Guerres napoléoniennes.
- Urania Anne Paulet (1767-1843), mariée le 17 mars 1785, à Henry de Burgh (1er marquis de Clanricarde) (décédé en 1797). Après sa mort, elle épouse le colonel Peter Kington (décédé en 1807) le 28 octobre 1799, avec qui elle a un lien de parenté. Après la mort de son deuxième mari, elle épouse Joseph Sydney Yorke le 22 mai 1813.